# Cimetière de Gros-Pin
Le cimetière de Gros-Pin est un ancien cimetière de Québec. Il fut ouvert en 1847 et probablement fermé après 1891. Il était situé dans l’actuel arrondissement La Cité-Limoilou. Le parc Gérard-Marchand occupe une partie de cet ancien cimetière. Il est possible que des sépultures s’y trouvent toujours.

## Histoire
En 1847, une épidémie de typhus frappe la ville de Québec. La maladie est introduite au Canada par les milliers d’immigrants qui fuient la famine en Irlande. Malgré une quarantaine à Grosse-Île, plusieurs débarquent à Québec alors qu’ils sont toujours porteurs de la maladie. Environ 300 habitants de la ville vont mourir au cours de l’été et de l’automne. Les immigrants malades sont traités à l’Hôpital de la Marine. Ceux qui meurent, principalement des catholiques, sont inhumés derrière l'hôpital, à quelques mètres seulement du cimetière de la Pointe qui appartient à la fabrique de la paroisse Saint-Roch. Toutefois, ces deux cimetières catholiques – qui, au fil des inhumations, finissent par se toucher et n'en former qu'un seul – atteignent rapidement leur pleine capacité et les citoyens de Saint-Roch, qui habitent tout près, exigent leur fermeture. Aux autorités locales, ils déclarent que « les charretiers qui fournissent de l’eau à une grande partie de la ville, vont la puiser dans la rivière St. Charles près du cimetière en question, à la marée basse, et que les eaux qui filtrent de ce terrain dans la rivière peuvent faire courir le plus grand danger à la salubrité publique ».
Un nouveau cimetière est consacré quelques semaines plus tard sur un terrain situé à l'extérieur du quartier Saint-Roch. Il s’agit du lot 725, localisé dans le village Gros-Pin, hameau situé entre Charlesbourg et Saint-Roch. Ce lopin de terre mesure 1 arpent par 8 arpents et il est délimité aujourd’hui par la 1re Avenue à l’ouest, la 4e Avenue à l’est, la rue des Bouleaux Est au nord et une ligne imaginaire suivant la limite sud du parc Gérard-Marchand. 
Ce cimetière devient, dans les années qui suivent, un genre de fourre-tout. Outre les victimes du typhus, on y inhume d’autres immigrés qui meurent à l’Hôpital de la Marine, des citoyens de la paroisse Saint-Roch ainsi que des corps non réclamés,. Selon leur religion - quand elle est connue - les défunts sont enterrés soit dans la partie catholique (à l’est), soit dans la partie protestante (à l’ouest). De 1880 à 1891, des cadavres d’inconnus, disséqués à l’École de médecine de l’Université Laval, y sont inhumés. Il semble également que des médecins, enseignant l'anatomie, se rendent au cimetière pour y exhumer des cadavres à des fins pédagogiques, puisqu'il y a très peu de corps disponibles pour exercer des dissections.

## La fermeture du cimetière
On ignore la date de fermeture du cimetière, mais son abandon se fait possiblement vers la fin du XIXe siècle. Dans un article datant de 1942, G.-A. Desjardins mentionne que jusqu’en 1888, « on pouvait voir une clôture haute de 12 pieds qui entourait les deux cimetières dont un charnier en bois […]. Dans la partie catholique, une grande croix en bois de 10 pieds de haut ornait le centre. Le temps, qui ne respecte rien, a fait disparaître tous ces vestiges ».
En 1902, « à quelques mètres de l’entrée du cimetière », le gouvernement fédéral fait construire une poudrière. Les munitions du capitaine Bernier y seront d’ailleurs conservées. Le bâtiment est désaffecté à compter de 1934. 
Dans son article de 1942, G.-A. Desjardins précise que de « ce lieu de repos […] peu connu du public, si ce n’est que par quelques octogénaires […] rien n’en marque l’emplacement cependant que l’on peut y voir encore les multiples effondrements occasionnés par l’écroulement des cercueils ».

## Découvertes d'ossements
Même si rien ne semble l’indiquer, il est possible que les sépultures de l’ancien cimetière de Gros-Pin aient été exhumées pour être inhumées dans un autre cimetière. Toutefois, en août 1951, alors que des travaux sont effectués sur la 4e Avenue à la hauteur de la rue des Bouleaux, des ossements sont mis au jour. L’Action catholique rapporte que les ouvriers « ont découvert quantité d’ossements humains noircis, enfouis à 6 ou 4 pieds sous terre. La plupart des squelettes étaient […] renfermés dans des boites en forme de cercueils. Dans certaines boites, on a découvert jusqu’à trois crânes, avec des tubes de verre et des appareils permettant de conclure que des praticiens avaient fait des recherches sur les cadavres ». 
Puis, en 1954, des ouvriers qui effectuent des travaux d’excavation à l’angle de la 1re Avenue et de la rue des Bouleaux Est trouvent un cercueil et des ossements humains.

## Occupation du lot 725
Une dizaine de maisons (bungalows et immeubles à logement) ont été construites entre 1953 et 1956 sur la rue des Bouleaux Est, soit dans la partie la plus à l’ouest du lot 725. Dans la section est, on trouve aujourd’hui un centre communautaire ainsi que le parc Gérard-Marchand. 

### Articles externes
- Le cimetière de Gros-Pin : un lieu oublié du quartier Limoilou